# Herman van Laer

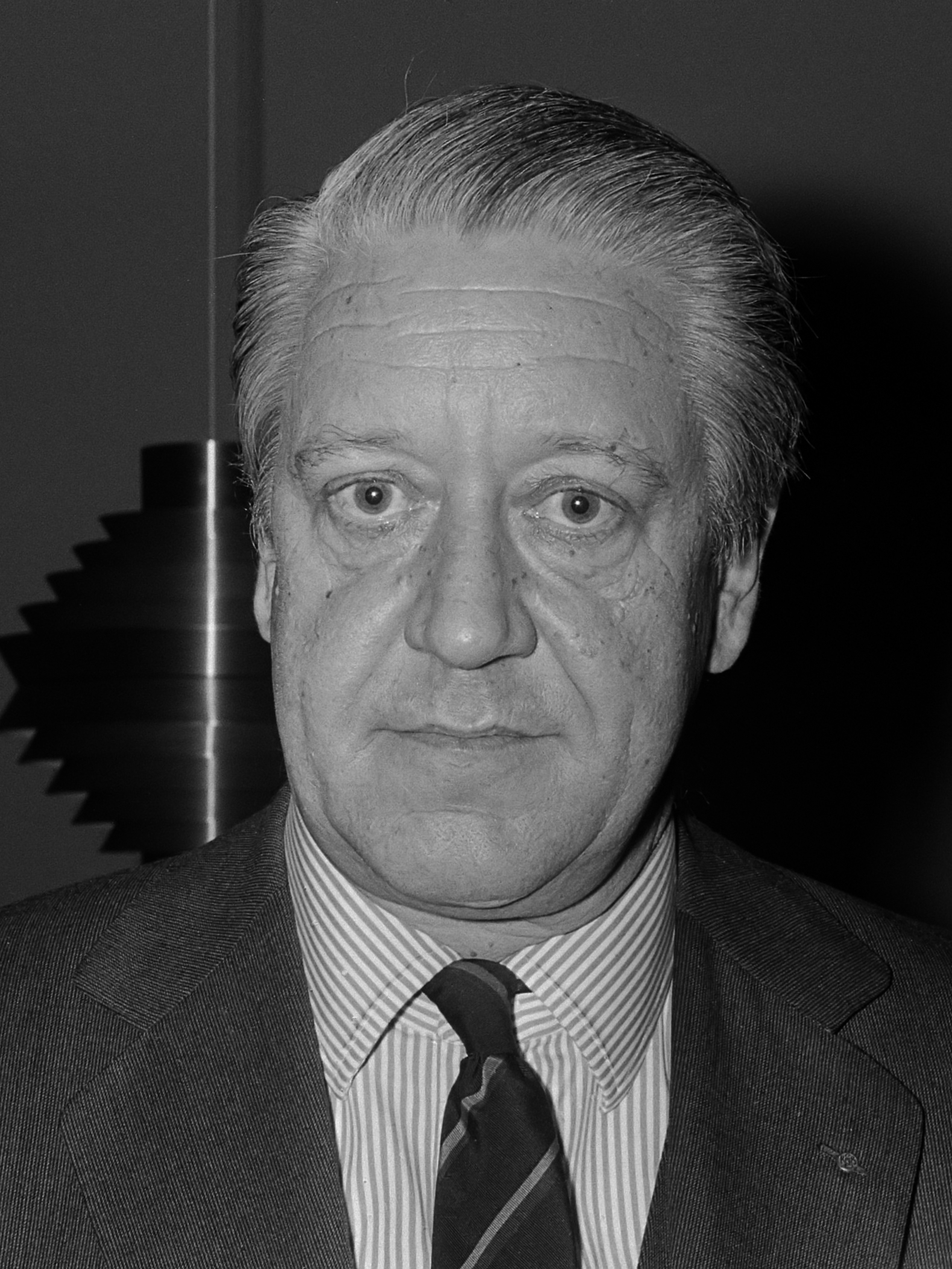
Herman van Laer (1973)

Herman Johan van Laer (Amsterdam, 25 mei 1920 – Bennebroek, 30 juni 2005) was een Nederlands sportbestuurder.
Hij was de zoon van Gerrit W.A. van Laer die in 1907 secretaris werd van de Amsterdamsche IJsclub en van 1937 tot 1945 voorzitter was van de Internationale Schaatsunie (ISU).
Herman van Laer was van 1975 tot 1980 voorzitter van de Koninklijke Nederlandsche Schaatsenrijders Bond (KNSB) en van 1977 tot 21 mei 1985 bestuurslid van het Nederlands Olympisch Comité (NOC) wat in 1993 fuseerde met de NSF tot de NOC*NSF.
Na zijn afscheid bij de KNSB kreeg hij het erelidmaatschap. Verder was hij net als zijn vader betrokken bij de Amsterdamsche IJsclub en de ISU waarvan hij sinds 1992 erelid was.